# Concorso internazionale di violino Città di Brescia
Il concorso internazionale di violino "Città di Brescia" è organizzato dal 1979 dalla Fondazione Romano Romanini per onorare la memoria del violinista bresciano Romano Romanini (1864-1934). Il concorso è stato fondato da Mario Conter, pianista, direttore d'orchestra e critico musicale. Le sedi del concorso sono l'auditorium San Barnaba, il teatro Grande e il teatro Sociale di Brescia.
Il premio ha lo scopo di selezionare solo grandi talenti e di aiutare la loro introduzione nel mondo concertistico.
Il concorso è diviso in quattro prove: prova eliminatoria, prova semifinale, prima prova finale (recital) e seconda prova finale (finale con l'orchestra). Tutto lo svolgimento del concorso è aperto al pubblico. Il concorso ha cadenza triennale. La giuria è normalmente costituita di sette membri, a maggioranza straniera, nominata dalla direzione artistica. La dodicesima edizione del premio si è svolta a Brescia dal 21 al 30 ottobre 2010 ed ha visto vincitore il giapponese Yusuke Hayashi. La tredicesima edizione si effettuerà nel mese di ottobre 2013. Dal 2004 il premio vede come direttore artistico Domenico Nordio e dal 2005 il concorso è membro della WFIMC - FMCIM di Ginevra.

## Criterio di ammissione
Il concorso è aperto ai violinisti di tutte le nazionalità sotto i 40 anni.

## Premi
Tre premi in denaro assegnati ai finalisti. Concerti premio e tournée garantite al primo classificato.

## I vincitori dal 1979
I violinisti che hanno ottenuto l'ambito riconoscimento sono Dora Schwartzberg, USA, vincitrice della prima edizione del 1979, Luca Fanfoni, Italia, Silvia Simionescu, Romania, Gabriele Pieranunzi, Italia, Anton Sokorow, Russia, Alexsei Nagovitsyn, Russia (tragicamente scomparso dopo pochi giorni dal suo trionfo) e Yusuke Hayashi, Giappone.

### I edizione, 18-20 settembre 1979
I Premio: Dora Schwartzberg (URSS-Israele)
II Premio: Massimo Marin (Italia)
III Premio: Gudrujn Schaumann (DDR-USA)
IV Premio: Daniel Specktor (URSS)

### II edizione, 8-15 settembre 1981
I Premio: Non assegnato
II Premio: Mauro Loguercio (Italia)
III Premio: Massimo Marin (Italia) e Halska Beata (Francia)
Premio speciale al miglior interprete di Bach: Mauro Loguercio (Italia)
Premio speciale al più giovane finalista italiano: Mauro Loguercio

### III edizione, 7-14 ottobre 1984
I Premio: Non assegnato
II Premio: Lev Polyakin (USA)
III Premio: Albrecht Breuninger (RFT) e Pavel Pekarsky (USA)
IV Premio: Magdalena Szczepanowska (Polonia)
Premio speciale alla miglior esecuzione de “La Ridda dei Folletti” di Bazzini: Lev Polyakin (USA)
Premio speciale alla più giovane finalista italiana: Myriam Dal Don

### IV edizione, 9-15 ottobre 1986
I Premio: Non assegnato
II Premio: Mircea Calin (Romania) e Gary Levinson (URSS)
III Premio: Carlo Parazzoli (Italia)
IV Premio: Gabriele Baffero (Italia)
Premio speciale alla miglior esecuzione de “La Ridda dei Folletti” di Bazzini: Carlo Parazzoli (Italia)
Premio speciale al più giovane finalista italiano: Carlo Parazzoli

### V edizione, 10-16 ottobre 1988
I Premio: Luca Fanfoni (Italia)
II Premio: Luminista Virginia Burca (Romania)
III Premio: Lev Polyakin (USA)
Premio speciale alla miglior esecuzione de “La Ridda dei Folletti” di Bazzini: Lev Polyakin (USA)
Premio speciale al più giovane finalista italiano: Luca Fanfoni

### VI edizione, 9-15 ottobre 1990
I Premio: Silvia Simionescu (Romania)
II Premio: Lucia Hall (Canada)
III Premio: Florian Croitoru (Romania)
IV Premio: Giacobbe Stevanato (Italia)
Premio speciale alla miglior esecuzione de “La Ridda dei Folletti” di Bazzini: Mircea Calin (Romania)
Premio speciale al più giovane finalista italiano: Giacobbe Stevanato (Italia)
Premio “Concerto Regina Strinasacchi”: Lucia Hall (Canada)

### VII edizione, 8-14 novembre 1993
I Premio: Gabriele Pieranunzi (Italia)
II Premio: Gordan Nikolic (Yugoslavia)
III Premio: Lisa Green (Australia)
Premio speciale al più giovane finalista italiano: Gabriele Pieranunzi (Italia)
Premio speciale del pubblico: Gordan Nikolic (Yugoslavia)
Premio speciale al più giovane concorrente straniero: Svettin Roussen (Bulgaria)

### VIII edizione, 16-22 ottobre 1999
I Premio: Anton Sokorow (Russia)
II Premio: Andrei Bielov (Ucraina)
III Premio: Anna Savitska (Ucraina) e Florent Kowalski (Francia)
IV Premio: Non assegnato
V Premio: Kamilla Schatz Rovner (Svizzera) e Szymon Krzeszowiec (Polonia)
Premio speciale del pubblico: Andrei Bielov (Ucraina)

### IX edizione, 23-29 ottobre 2001
I Premio: Alexei Nagovitsyn (Russia)
II Premio: Maki Itoi (Giappone)
III Premio: Julian Dieudegare (Francia)
IV Premio: Non assegnato
V Premio: Giulio Plotino (Italia) e Francesco Senese (Italia)
Premio speciale al più giovane finalista italiano: Giulio Plotino
Premio speciale del pubblico: Alexei Nagovitsyn (Russia)

### X edizione, 20-25 ottobre 2004
I Premio: Non assegnato
II Premio: Non assegnato
III Premio: Yusuke Hayashi (Giappone)
IV Premio: Philippe Villafranca (Francia)
Premio speciale per la miglior esecuzione di “Ciglio” di Franco Donatoni: Yusuke Hayashi (Giappone)
Premio speciale del pubblico: Yusuke Hayashi (Giappone)
Premio speciale per la miglior concertazione del Trio di Schubert op.100: Philippe Villafranca (Francia)

### XI edizione, 22-29 ottobre 2007
I Premio: Non assegnato
II Premio: Maria Milchtein (Francia) e Iryna Gintova (Ucraina)
III Premio: Non assegnato
Premio speciale per la miglior esecuzione del Brano di Musica Contemporanea: Ye-Jin Han (Corea del Sud)
Premio speciale per la miglior concertazione del Trio di Ravel: Jani Lehtonen (Finlandia)

### XII edizione, 21-30 ottobre 2010
I Premio: Yusuke Hayashi (Giappone)
II Premio: Ga Hyun Cho (Corea del Sud)
III Premio: Soo-Hyun Park (Corea del Sud)
Premio speciale per la miglior esecuzione del Brano di Carlo Boccadoro: Ga Hyun Cho (Corea del Sud)
Premio speciale Città di Mikkeli: Rebecca Chan (Australia)
Premio della Stampa "Mario Conter": Meike Bertram (Germania)

## Le giurie dal 1979
Il concorso “Città di Brescia” ha sempre curato la qualità delle proprie giurie invitando personaggi musicali di spicco del panorama internazionale affinché le decisioni potessero essere il più possibili obiettive. Nel corso delle dodici edizioni fin qui disputate, svoltesi negli anni 1979, 1981, 1984, 1986, 1988, 1990, 1993, 1999, 2001, 2004, 2007 e 2010 il Premio ha visto giurati, fra gli altri, Marcello Abbado, Salvatore Accardo, Carlo Boccadoro, Paolo Borciani, Zakhar Bron, Duilio Courir, Maxim Fedotov, Franco Ferrara, Franco Fisch, Ştefan Gheorghiu, Il'ja Grubert, Silvia Marcovici, Mihaela Martin, Elisa Pegreffi, Leonardo Pinzauti, Corrado Romano, Cristiano Rossi, Max Rostal, Dora Schwartzberg, Kyoko Takezawa, Tibor Varga, Pavel Vernikov, Krzystof Wegrzyn, Mario Zafred e Grigory Zistlin.

### I edizione, 18-20 settembre 1979
Giuria:
Mario Zafred (Italia-Presidente)
Michelangelo Abbado (Italia)
Paolo Borciani (Italia)
Franco Ferrara (Italia)
Leonardo Pinzauti (Italia)
Max Rostal (Germania)
Xavier Turull (Spagna)
Carlo Van Neste (Belgio)
Tadeusz Wronsky (Polonia)

### II edizione, 8-15 settembre 1981
Giuria:
Mario Zafred (Italia-Presidente)
Paolo Borciani (Italia)
Franco Ferrara (Italia)
Andrè Gertler (Belgio)
Silvia Marcovici (Romania)
Xavier Turull (Spagna)
Tadeusz Wronski (Polonia)

### III edizione, 7-14 ottobre 1984
Giuria:
Duilio Courir (Italia-Presidente)
Paolo Borciani (Italia)
Franco Ferrara (Italia)
Oleg Krisa (URSS)
Max Rostal (Svizzera)
Dora Schwartzberg (URSS-Israele)
Xavier Turull (Spagna)

### IV edizione, 9-15 ottobre 1986
Giuria:
Jean Claude Bernède (Francia-Presidente)
Duilio Courir (Italia)
Elisa Pegreffi (Italia)
Corrado Romano (Italia)
Dora Schwartzberg (USA)
Xavier Turull (Spagna)
Tibor Varga (Ungheria)

### V edizione, 10-16 ottobre 1988
Giuria:
Ştefan Gheorghiu (Romania-Presidente)
Jean Claude Bernède (Francia)
Oleg Ilusia (URSS)
Elisa Pegreffi (Italia)
Corrado Romano (Italia)
Dora Schwartzberg (USA)
Xavier Turull (Spagna)

### VI edizione, 9-15 ottobre 1990
Giuria:
Elisa Pegreffi (Italia-Presidente)
Mario Conter (Italia, senza diritto di voto)
Duilio Courir (Italia)
Franco Fisch (Svizzera)
Ştefan Gheorghiu (Romania)
Corrado Romano (Italia)
Dora Schwartzberg (USA)
Xavier Turull (Spagna)

### VII edizione, 8-14 novembre 1993
Giuria:
Franco Fisch (Svizzera-Presidente)
Ştefan Gheorghiu (Romania)
Masafuni Hori (Giappone)
Robert Masters (Gran Bretagna)
Elisa Pegreffi (Italia)
Dora Schwartzberg (USA)

### VIII edizione, 16-22 ottobre 1999
Giuria:
Franco Fisch (Svizzera-Presidente)
Elisa Pegreffi (Italia)
Cristiano Rossi (Italia)
Dora Schwartzberg (USA)
Krysztof Wegrzyn (Gran Bretagna)

### IX edizione, 23-29 ottobre 2001
Giuria:
Eric Gruenberg (Gran Bretagna-Presidente)
Maxim Fedotov (Russia)
Franco Fisch (Svizzera)
Elisa Pegreffi (Italia)
Cristiano Rossi (Italia)
Dora Schwartzberg (USA)
Milan Vitek (Danimarca)

### X edizione, 20-25 ottobre 2004
Giuria:
Franco Fisch (Svizzera-Presidente)
Salvatore Accardo (Italia)
Bartosz Bryla (Polonia)
Pavel Berman (Russia)
Hans Fazzari (Italia)
Francesco Manara (Italia)
Domenico Nordio (Italia)
Gaetano Santangelo (Italia)
Dora Schwartzberg (USA)
Krysztof Wegrzyn (Germania)

### XI edizione, 22-29 ottobre 2007
Giuria:
Carlo Boccadoro (Italia-Presidente)
Zakhar Bron (Israele)
Il'ja Grubert (Paesi Bassi)
Domenico Nordio (Italia)
Cristiano Rossi (Italia)
Dora Schwartzberg (USA)
Anna Serova (Russia)

### XII edizione, 21-30 ottobre 2010
Giuria:
Filippo Juvarra (Italia-Presidente)
Suna Kan (Turchia)
Mihaela Martin (Romania)
Marco Rizzi (Italia)
Dora Schwartzberg (USA)
Kyoko Takezawa (Giappone)
Sonig Tchakerian (Italia)